# Kurt Hutton
Kurt Hutton, gebürtig Kurt Heinrich Hübschmann (* 11. August 1893 in Straßburg; † 1960 in Aldeburgh, Suffolk), war ein deutsch-britischer Photograph. Er gilt als einer der Pioniere des Fotojournalismus in Großbritannien der 1930er und 1940er Jahren.

## Leben und Wirken

### Ausbildung und Militärzeit
Hübschmann wuchs als Sohn eines Universitätsprofessors in Straßburg auf. Nach dem Abitur, das er 1911 am dortigen Protestantischen Gymnasium ablegte, wurde er zum Studium der Rechtswissenschaften nach Oxford geschickt. Zu Beginn des Ersten Weltkrieges kehrte er nach Deutschland zurück, um als Kavallerieoffizier zu dienen.

### Beruflicher Werdegang
Ab 1918 beschäftigte sich Kurt Hübschmann mit der Amateurfotografie. Im Januar 1923 gründete er gemeinsam mit Germaine Krull und dem Kaufmann Hermann Basler die Kara Kunstdruckverlag GmbH. Anschließend eröffnete er ein Porträtstudio, das er zusammen mit Gertrude Engelhardt bis 1930/1931 betrieb. Danach begann er als Pressefotograf für Zeitschriften und Zeitungen zu arbeiten. Stefan Lorant, Chefredakteur der Münchner Illustrierten Presse, publizierte 1932 eine von ihm erstellte Bildreportage über eine Tanzschule.
1934 reiste Hübschmann nach England, um das Tennisturnier in Wimbledon zu fotografieren. Er entschied sich damals, sich in London niederzulassen, wo er Stefan Lorant wiedertraf. In der Folgezeit schlug er sich als Fotojournalist bei Weekly Illustrated durch. Als Lorant 1938 die Picture Post gründete, trat Hübschmann als Photograph in die Redaktion ein. Seinen Namen änderte er kurz darauf in Kurt Hutton.
Während des Zweiten Weltkriegs wurde er zusammen mit Felix H. Man als „feindlicher Ausländer“ auf der Isle of Man interniert. Nach seiner Entlassung 1941 nahm er die Tätigkeit für die Picture Post wieder auf.

## Schriften
- Speaking Likeness. London 1947.